# Квантна дистрибуција кључева
Квантна дистрибуција кључева (QKD, Quantum key distribution) користи квантну механику да би обезбедила сигурне комуникације. Помоћу ње две стране могу да направе заједнички насумични/стохастички тајни криптографски кључ који је познат само њима. Тај кључ омогућује шифровање и дешифровање порука. Процес се често назива квантна криптографија, мада се заправо ради само о једној, додуше најпознатијој групи процеса у квантној криптографији.
Оно што квантну дистрибуцију кључева чини јединственом јесте могућност да две стране које комуницирају детектују присуство треће стране која покушава да открије њихов кључ. Ово је последица фундаменталног аспекта квантне механике односно Хајзенберговог принципа, односно чињенице да мерење унутар квантног система у општем случају ремети тај систем. Трећа страна која покушава да прислушкује то мора чинити тако да на неки начин мери сигнал и тиме уводи аномалије које се могу детектовати. Комуникациони систем може се тако направити да детектује прислушкивање коришћчењем квантне суперпозиције или квантне заплетености, при чему се информације преносе у квантним стањима. Уколико је ниво прислушкивања испод одређеног прага, може се направити кључ који је гарантовано сигуран, тј. прислушкивач не може имати информације о њему. Уколико то није случај, сигуран кључ се не може направити и комуникација се прекида.
Тајност енкрипције која користи квантну дистрибуцију кључева заснована је на самим основама квантне механике, дакле уграђена је у саме физичке принципе процеса. На тај начин QKD има безбедност која се математички може доказати коришћењем теорије информација. То је у супротности са конвенционалном криптографијом која је заснована на јавном кључу и код које је безбедност обезбеђује тешкоћа математичког израчунавања кључа односно разбијања шифре, док ни у једном тренутку не постоји индикација да ли је неко прислушкивао комуникациони канал. 
Квантна дистрибуција кључева користи се само да произведе и дистрибуира кључ, а не да преноси податке. Тај кључ се може користити са било којим изабраним алгоритмом за енкрипцију да би се порука шифровала и дешифровала. Порука се потом може одашиљати преко стандардног комуникационог канала. Најчешће се за то користи једнократни кључ, будући да је доказано сигуран када се користи са тајним, насумичним сигналом У стварним комуникацијама такође се користи са енкрипцијом која користи алгоритме са симетричним кључем. У случају квантне дистрибуције кључева поређење се заснива на претпоставци савршених једнофотонских извора и детектора, које није једноставно имплементирати у пракси.